# Филип I фон Нойенбаумбург
Филип I фон Нойенбаумбург (на немски: Philipp I Raugraf von Neuenbaumburg/Neuenbaumberg; † 28 октомври 1359) е рауграф на Нойенбаумбург (в Ной-Бамберг, Рейнланд-Пфалц) и господар на Ноймаген.

## Произход и наследство
Той е син на рауграф Хайнрих III фон Нойенбаумбург († 1344) и съпругата му графиня за Елизабет фон Боланден-Фалкенщайн-Мюнценберг († 1328), дъщеря на Филип IV фон Фалкенщайн-Мюнценберг († сл. 1328) и графиня Аделхайд (Удалхилдис) фон Ринек († 1313), дъщеря на Томас фон Ринек († 1292) и Берта фон Катценелнбоген († 1307).
Филип I фон Нойенбаумбург умира на 28 октомври 1359 г. и е погребан в манастир Отерберг. Синът му Филип II фон Алт и Нойенбаумберг чрез женитба наследява Алтенбаумберг, а неговият син рауграф Ото I фон Алт- и Нойенбаумберг († 1464) чрез женитба става граф фон Залм и основава линията „Нойенбаумберг граф цу Залм“.

## Фамилия
Филип I фон Нойенбаумбург се жени сл. 29 март 1333 г. за графиня Агнес фон Лайнинген († 1387/1389), дъщеря на граф Жофрид I фон Лайнинген-Харденбург († 1344) и Матилда фон Залм-Оберзалм († сл. 1341). Те имат шест деца:
- Хайнрих VI фон Нойенбаумберг (* пр. 1361; † пр. 1365)
- Филип II фон Алт и Нойенбаумберг (* пр. 1361; † 1397), рауграф в Алтен-и Нойенбаумберг, женен 1371 г. за Агнес (Анна) фон Боланден (* пр. 1366; † сл. 1409), наследничка на Алтенбаумберг, дъщеря на Филип VII фон Боланден († 1376) и графиня Мена (Имагина) фон Лайнинген († 1408), дъщеря на граф Фридрих VI фон Лайнинген († 1342) и Юта фон Изенбург-Лимбург († 1335),[3] основава линията Нойенбаумберг граф цу Залм
- Куно фон Нойенбаумберг (* 135?; † 1424)
- Елизабет фон Нойенбаумберг (* пр. 1373; † сл. 1407), рауграфиня на Нойенбаумбург, омъжена I. пр. 21 септември 1373 г. за фогт Николаус IV фон Хунолщайн († 6 януари 1387), II. пр. 1 януари 1394 г. за Дитрих IV фон Даун-Брух († 1400/1402).
- Ото фон Нойенбаумберг († сл. 1392)
- ? Маргарета фон Нойенбаумберг († сл. 1403)